# 新河镇 (常宁市)
新河镇，是中华人民共和国湖南省衡陽市常宁市下辖的一个乡镇级行政单位。2015年11月9日，江河乡、新河镇成建制合并设立新河镇。

## 行政区划
新河镇下辖以下地区：
新河社区、大和村、兰江村、灯坪村、合心村、星火村、石畔村、五星村、清阁塘村、江堡村、塘头村、瑞湖村、上河村、相时村、柏洲村、河洲村、高朋村、清泉村、新江村、联桥村、新冲村、兴旺村、新长村、五里牌村、中华村、陶岭村、新坪村、八正村、太江村和湖坪村。